# (12054) 1997 TT9
(12054) 1997 TT9 è un asteroide troiano di Giove del campo greco. Scoperto nel 2001, presenta un'orbita caratterizzata da un semiasse maggiore pari a 5,166791 UA e da un'eccentricità di 0,065999, inclinata di 10,078097° rispetto all'eclittica. Ha un diametro di 22,617 km e un'albedo di 0,072.